# Wilbur Mills
Wilbur Daigh Mills, född 24 maj 1909 i Kensett i Arkansas, död 2 maj 1992 i Searcy i Arkansas, var en amerikansk demokratisk politiker. Han var ledamot av USA:s representanthus 1939–1977.
Mills studerade vid Hendrix College och Harvard Law School. År 1933 inledde han sin karriär som advokat i Searcy. Därefter var han verksam som domare 1934–1938, varefter han blev invald i representanthuset. Mills var en inflytelserik kongressledamot, inte minst sedan han 1958 tillträdde som ordförande för representanthusets mäktiga Ways and Means Committee. Han var en av arkitekterna bakom sjukförsäkringssystemet Medicare. År 1974 var han inblandad i en skandal då polisen stannade hans bil. Mills körde inte själv men han var berusad och strippan Fanne Foxe fanns med i bilen. Foxe skrev senare en bok om affären med titeln The Stripper and the Congressman. Mills avgick i januari 1975 som ordförande i det mäktiga utskottet och erkände offentligt sin alkoholism.
Mills avled 1992 och gravsattes på Kensett Cemetery i Kensett.